# Tajemnica lekarza
Tajemnica lekarza – polsko-amerykański film fabularny z 1930 roku na podstawie sztuki J.M. Barrie. Kopia filmu się nie zachowała.

## Obsada
- Maria Gorczyńska jako Liliana Parson
- Kazimierz Junosza-Stępowski jako Richard Parson
- Zbigniew Sawan jako Robert Paynot
- Ludwik Solski jako dr Stanley
- Wanda Machałowska jako Zuzia
- Paweł Owerłło jako pan Redding
- Aleksander Żabczyński